# Mangelos

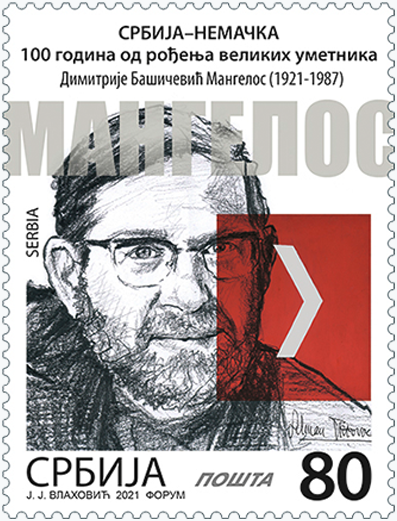
Bašičević auf einer Briefmarke Serbiens aus dem Jahr 2021

Mangelos (* 14. März 1921 in Šid, Serbien als Dimitrije Bašičević; † 18. Dezember 1987 in Zagreb, Kroatien) war ein kroatischer Künstler, Kurator und Kunstkritiker. Durch seine Arbeit hat er die kroatische Nachkriegskunst maßgeblich geprägt.

## Leben
Mangelos wurde am 21. April 1921 in Šid, Serbien, in eine Farmerfamilie geboren. Sein Vater war der serbische Künstler Ilija Bašičević. Mangelos studierte Kunstgeschichte und Philosophie in Wien (1942–44) und Zagreb (1945–49). 1957 promovierte er mit einer Arbeit über den Künstler Sava Šumanović. Er arbeitete als Kurator und Assistent in der jugoslawischen Akademie der Künste und Wissenschaften. Er gründete die Galerie für Primitive Kunst (heute Kroatisches Museum für Naive Kunst), wo er bis 1964 ebenfalls als Kurator tätig war. Mangelos war ab 1971 Vorsitzender des Zentrums für Film, Fotografie und Fernsehen. Er organisierte zahlreiche Ausstellungen in und außerhalb Kroatiens und veröffentlichte Schriften zu Photographie und Kunst. 1982 ging er in den Ruhestand. Er starb am 18. Dezember 1987.

## Werk
Schon in der Schule schrieb Mangelos Kurzprosa und Gedichte, um 1941 schuf er erste künstlerische Arbeiten. Ausgehend von Notizbüchern, die er in den 1940er Jahren mit schwarzen Markierungen versehen hat, die für im Krieg verstorbene Freunde, Bekannte und Nachbarn stehen, als hätte man sie aus einer Liste ausgestrichen, bleibt seine Arbeit auch in späteren Jahren meist textbasiert. Ab 1959 benutzte er den Namen Mangelos, der auf den Namen einer kleinen Stadt nahe seinem Geburtsort zurückgeht.
Er war Gründungsmitglied der avantgardistischen Gorgona Group, benannt nach einem Gedicht Mangelos. Nach deren Auflösung stand er ab 1975 in enger Verbindung zur Group of Six Artists. Seine erste Ausstellung fand 1968 in Belgrad statt. Seine theoretische wie künstlerische Arbeit veranlassten ihn dazu, Buchstaben und Worte als Material zu benutzen. In den 1950er und 1960er Jahren sind seine Hauptwerkstoffe Notizbücher, Schiefertafeln und Globen, die als umgestaltete Readymades von ihm teils mit einzelnen Buchstaben, Worten oder Sätzen und teils mit ganzen Texten in lateinischen, kyrillischen oder glagolitischen Lettern überschrieben und gleichzeitig umgedeutet werden. Ausgehend von der Anti-Art benutzte er Worte, um die irrationale Qualität von Gemälden zu negieren und ihnen etwas Rationales wie Buchstaben entgegenzusetzen.
In seinen Manifesten thematisiert er den Fortschritt der Gesellschaft bei gleichzeitigem Stillstand der Kunst. Sie sei dem alten, genialen Geist verhaftet, die der rasanten Entwicklung der „Maschinenzivilisation“ nicht folgen könne. Im Manifest „Shid Theory“ von 1978 teilt er, aufbauend auf einer „psycho-biologischen“ Theorie, die besagt, dass der menschliche Organismus und damit auch die Persönlichkeit sich alle sieben Jahre erneuere, sein Leben in 9 1⁄2 „Mangelos“ auf. Neben spirituellen Tendenzen zeichnet sich Mangelos Werk durch Ironie, Intermedialität, expressionistischen Nihilismus und durch das eigene Experiment der „No-Art“ aus.

## Einzelausstellungen (Auswahl)
- 1981: Zagreb, Galerija PM, „Mangelos no.1-9 - Retrospektiva“
- 1997: Berlin, Galerie Rainer Bürgermeister, „a b c“
- 1998: New York, A/D Gallery
- 1998: London, Anthony d‘Offay Gallery
- 2001: Berlin, The Drawing Room, „Les paysages des mots“
- 2003: Kassel, Kunsthalle Fridericianum, „nos. 1 – 91⁄2“
- 2011: London, Frieze Art Fair, Regent’s Park
- 2014: New York, Galerie St. Etienne, „LIJA/MANGELOS: Father & Son, Inside & Out“
- 2014: Berlin, Aanant & Zoo, „Mangelos-documenta?“